# Schoepfia griffithii
Schoepfia griffithii är en tvåhjärtbladig växtart som beskrevs av Van Tiegh. och Van Steenis. Schoepfia griffithii ingår i släktet Schoepfia och familjen Schoepfiaceae. Inga underarter finns listade i Catalogue of Life.